# الباردة (بروم ميفع)

تعديل مصدري - تعديل

الباردة هي إحدى قرى عزلة بروم بمديرية بروم ميفع التابعة لمحافظة حضرموت، بلغ تعداد سكانها 313 نسمة حسب تعداد اليمن لعام 2004.